# Odincovskij rajon
L'Odincovskij rajon (in russo Одинцовский район?) era un rajon dell'Oblast' di Mosca, nella Russia europea; il capoluogo era Odincovo. Istituito il 23 gennaio 1965, ricopriva una superficie di 1.260 chilometri quadrati.